# Hen Island, Ontario
Hen Island är en ö i Kanada.   Den ligger i provinsen Ontario, i den sydöstra delen av landet, 700 km sydväst om huvudstaden Ottawa.
| Hen Island | Hen and Chicken Islands |